# Лукич, Леонид Ефимович
Леонид Ефимович Лукич (6 сентября 1904, Екатеринослав — август 1976, Москва) — советский и партийный деятель, депутат Верховного Совета СССР 6-го созыва. Член Ревизионной Комиссии КПУ в 1952—1954 годах. Член ЦК КПУ в 1961—1966 годах.

## Биография
Родился 6 сентября 1904 года в Екатеринославе в семье рабочего. Украинец. Трудовую деятельность начал в 1918 году рабочим.
В 1925 году стал членом ВКП(б). В 1932 году окончил Днепропетровский металлургический институт.
- С 1934 до 1939 года — инженер, главный инженер Днепропетровский металлургический завод имени К. Либкнехта.
- В 1939—1941 годах — заведующий отделом металлургической промышленности Днепропетровского областного комитета КП(б)У.
- В 1941 году — секретарь Днепропетровского областного комитета КП(б)У по металлургической промышленности.
- С августа 1941 года — уполномоченный Государственного комитета обороны СССР по производству боеприпасов,

затем 1-й секретарь Ревдинского городского комитета ВКП(б) Свердловской области.
- До 1944 года — партийный организатор ЦК ВКП(б) Нижнетагильского металлургического комбината (Свердловская область).
- В 1944—1952 годах — секретарь, 3-й секретарь Днепропетровского областного комитета КП(б)У.
- В 1952 — феврале 1954 г. — 2-й секретарь Днепропетровского областного комитета КПУ.
- В феврале 1954—1957 г. — 1-й заместитель министра чёрной металлургии Украинской ССР.
- В 1957—1960 годах — 1-й заместитель председателя Совета народного хозяйства Днепропетровского экономического административного района.
- В июле 1960 — декабре 1962 г. — председатель Совета народного хозяйства Днепропетровского экономического административного района.
- В декабре 1962—1965 г. — председатель Совета народного хозяйства Приднепровского экономического района.
- В 1965 — августе 1976 г. — заместитель министра чёрной металлургии СССР.

Умер 24 августа 1976 года в Москве. Похоронен на Новодевичьем кладбище. Л. Е. Лукич и Л. И. Брежнев были женаты на родных сестрах.

## Награды
- четырежды орден Ленина (в том числе 19.07.1958; 14.09.1964; 13.09.1974);
- орден Октябрьской Революции;
- дважды орден Трудового Красного Знамени (1939, 1948);
- орден «Знак Почёта»;
- медали.